# Солчур
Солчур (тув. Солчур), Арыг-Бажы — село в Овюрского кожууне Республики Тыва. Административный центр и единственный населённый пункт Солчурского сумона. Находится в пограничной зоне.

## История
Прежнее название Арыг-Бажы («лесные дома» с тувинского).

## География
По селу протекает речушка Хам-Дыт, впадающая за северной окраиной в р. Доргун. Примыкает Солчур к северо-западной окраине райцентра Хандагайты.
Уличная сеть
ул. Биче-оол, ул. Даваа, ул. Дамдын, ул. Конгар Борис, ул. Кудерекей, ул. Монгуш Сенден, ул. Найырал, ул. Октябрьская, ул. Сунгар-оол, ул. Шык.
К селу административно относятся местечки (населённые пункты без статуса поселения) м. Алдырык, м. Аржаан-Хая, м. Арыг-Баары, м. Арыг-Бажы, м. Арыг-Ишти, м. Бай-Хурен-Баары, м. Бел-Орук, м. Бора-Шай, м. Бош-Даг, м. Бош-Даг-Арта, м. Даг-Ужу-Мугур, м. Доргун, м. Доргун-Баары, м. Дээрбелиг-Хараган, м. Кара-Кожагар, м. Кара-Суг, м. Каък, м. Кезек-Терек, м. Кок-Сайыр, м. Комбу-Сайыр, м. Кужур-Чыраа, м. Куй-Одек, м. Мугур, м. Оораш, м. Оораш-Аксы, м. Сарыг-Сиген-Аксы, м. Таргыжык, м. Тей-Аразы, м. Узун-Доргун, м. Улаатай, м. Улуг-Кара-Суг, м. Хаван-Даг, м. Хадын-Аксы, м. Хам-Дыт, м. Хаялыг-Даг, м. Хову-Бажы, м. Хулдуг-Одек.

## Население
| 2002 | 2010 | 2011 | 2012 | 2013 | 2014  | 2015 |
| ---- | ---- | ---- | ---- | ---- | ----- | ---- |
| 905  | ↗936 | ↘934 | ↘915 | ↘904 | ↘898  | ↘890 |
| 2016 | 2017 | 2018 | 2019 | 2020 | 2021  |      |
| ↘887 | ↗892 | ↗915 | ↗926 | ↘918 | ↗1217 |      |

## Известные уроженцы, жители
Монгуш, Эзир-оол Сумуяевич (1964—2018) — ведущий актёр Национального музыкально-драматического театра им. В. Кок-оола Республики Тыва, Народный артист Республики Тыва (2009).

## Инфраструктура
Солчурская средняя общеобразовательная школа
детский сад «Салгакчы» с. Солчур
Сельский клуб
отделение почтовой связи села Солчур
Администрация села Солчур
Администрация сумона Солчур
Проведен ВОЛС Хандагайты — Саглы — Мугур-Аксы

## Транспорт
Автотрасса Р257 Енисей, участок Чадан — Хандагайты.